# Emmanuel Bonafos-Lazerme
Emmanuel Bonafos-Lazerme  (Perpinyà, 24 de desembre del 1824 - 5 de febrer del 1885) va ser un metge rossellonès.

## Biografia
De família de metges: besavi (Emmanuel Bonafos), avi (Joseph Bonafos) i pare, era fill d'Emmanuel Bonafos i de Thérèse-Hyacinthe Lazerme. Es doctorà en medicina el 1848 per la universitat de Montpeller i exercí un temps a hospitals de París fins que el 1850 va ser nomenat metge adjunt de l'hospital de Perpinyà, d'on en seria metge titular a partir del 1854 i durant més de trenta anys. Es casà amb Fanny Ribell, filla d'Andreu Ribell, metge i antic alcalde de Perpinyà (1846-1848). Va ser autor de diversos escrits mèdics. Fou distingit amb la creu de la Legió d'Honor (1880) i una medalla de la "Société impériale de médicine, chirurgie et pharmacie de Toulouse" (1858), entitat d'on era soci corresponent des del 1854.
El seu germà Henri  va ser advocat.

## Obres
- Bonafos-Lazerme, Emmanuel. De la lithotritie [tesi doctoral].  Montpellier: s.n., 1848.
- «Note sur l'ovariotomie, son adoption dans le Midi, observation nouvelle». Montpellier médical, 10-1867.
- Anéurisme de l'aorte.
- «Observations de taille latéralisée». Journal de médecine, chirurgie et pharmacie de Toulouse, 1865.
- «Compte rendu de service de l'Hôpital civil de Perpignan». Revue médicale de Toulouse, 1868.[Enllaç no actiu]
- «Cystotomie et lithotritie». Revue médicale de Toulouse, 1868.
- «Calculs vésicaux, observations de lithotomies. Notes. Eaux de La Preste». Revue médicale de Toulouse, 1877.
- «Note sur l'oedème de la glotte, trachéotomie». Montpellier médical, 10-1880.